# Nicola Amore
Nicola Amore (Roccamonfina, 18 aprile 1828 – Napoli, 10 ottobre 1894) è stato un avvocato e politico italiano.
Fu senatore del Regno d'Italia nella XV legislatura.

## Biografia

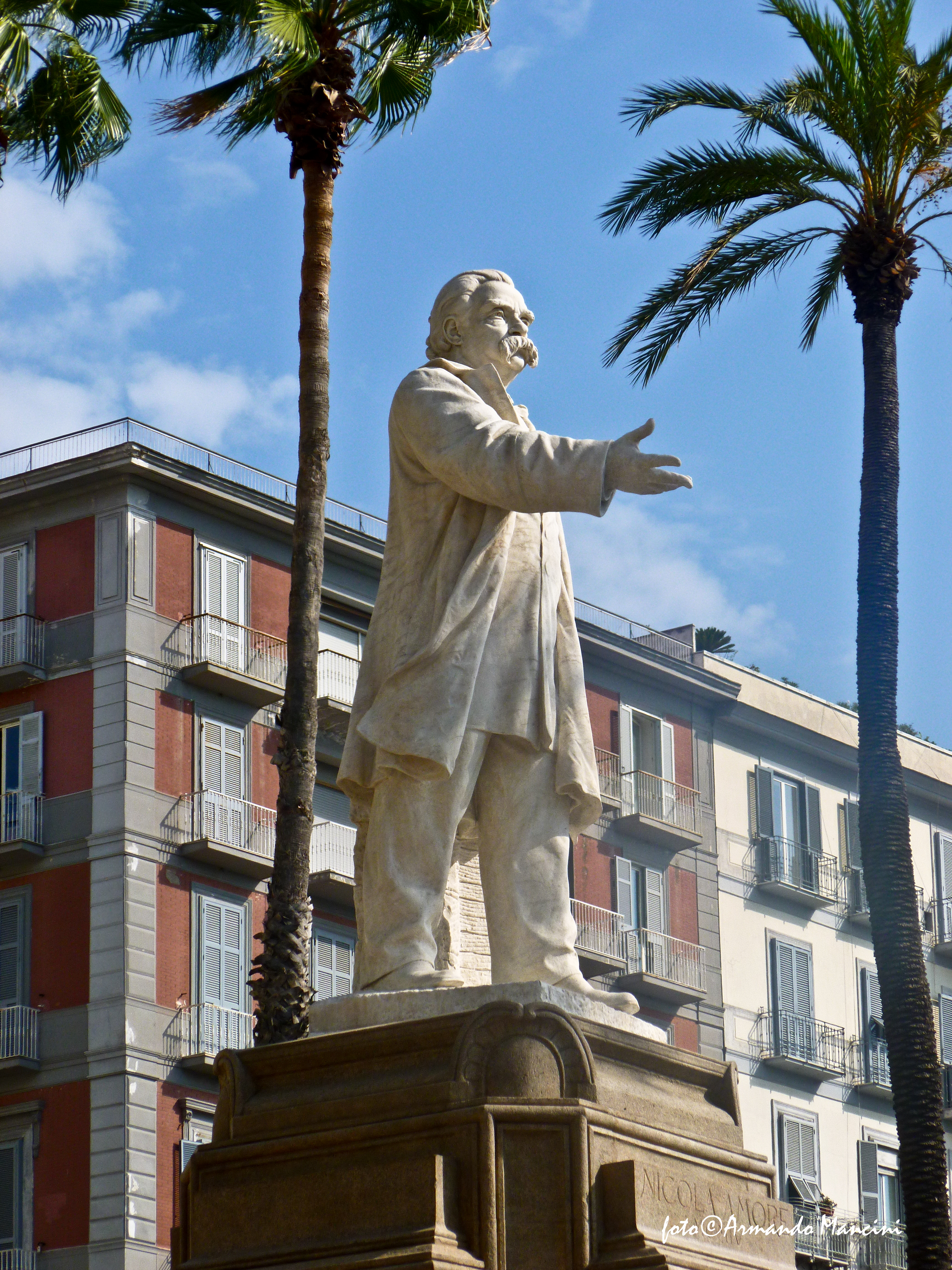
Statua di Nicola Amore a piazza della Vittoria

Appartenente a una famiglia di nobile stirpe (conti); certamente, dopo essersi laureato in chimica e giurisprudenza ed essere diventato un magistrato di spicco, ebbe frequenti rapporti con gli uomini politici del suo tempo, tra cui Massimo d'Azeglio e Ricasoli.
Dal 1862 al 1865 fu questore di Napoli, e tra il 1866 e il 1867 anche direttore della Pubblica Sicurezza, ossia capo della polizia.
In seguito, tra il 1883 e il 1887 e, nuovamente, tra il 1888 e il 1889 fu anche sindaco di Napoli.
È ricordato in quanto fu il sindaco del cosiddetto Risanamento, periodo nel quale molte abitazioni di Napoli furono abbattute per fare posto a nuove strade, in primis corso Umberto: non a caso la piazza posta al centro del corso porta il suo nome, sebbene sia più nota tra i napoletani come i Quattro Palazzi ('e Quatto Palazze), a causa della caratteristica configurazione architettonica della stessa. Al centro di questa piazza, dal 1904 (anno dell'inaugurazione) fino al 1938 vi era una sua statua scolpita da Francesco Jerace, posta successivamente nei giardini di piazza della Vittoria. Il monumento fu spostato per non ostacolare il passaggio del corteo che il 5 maggio 1938 portava Adolf Hitler a vedere la rivista navale della Marina Militare Italiana nel Golfo di Napoli, e non è mai stato riportato nella sua postazione originaria.
Sposò Maria Maddalena De Cristofaro, donna di nobili origini, e da lei ebbe un'unica figlia, Carmina la quale andò in sposa ad uno dei maggiori proprietari terrieri napoletani dell'epoca, Andrea Centrella.
A Nicola Amore, quando era ancora questore, sono legati anche i fatti delle Officine di Pietrarsa del 1863, quando i Bersaglieri caricarono gli operai che protestavano contro il governo a causa del ridimensionamento dell'opificio, facendo le prime sette vittime della storia operaia italiana. Nelle carte del Fondo Questura dell'Archivio di Stato di Napoli, Fascio 16, inventario 78, dai fogli 31 a 37 si legge che Nicola Amore, in una relazione al Prefetto, definisce “fatali e irresistibili circostanze” quegli accadimenti.
Nicola Amore fu definito da Matilde Serao come il miglior sindaco che Napoli avesse mai avuto.